# Erklärung von St. James
In der Erklärung von St. James wurde am 13. Januar 1942 durch die Exilregierungen von Belgien, der Tschechoslowakei, Griechenland, Luxemburg, den Niederlanden, Norwegen, Jugoslawien, Polen und  Frankreich angekündigt, dass die begangenen Kriegsverbrechen des Zweiten Weltkriegs vor Gericht behandelt würden und diejenigen bestraft würden, die Befehle dazu gaben oder sie ausführten.

## Geschichte
Die Exilregierungen der von Deutschland besetzten Länder drängten die Großmächte Großbritannien, Russland und die neutralen USA wegen der in ihren Ländern stattfindenden Gräueltaten zu Gegenmaßnahmen. Großbritannien wollte aus Angst um seine von Deutschland gefangenen Soldaten keine Sanktionen oder Kriegsverbrecherprozesse ankündigen und eine gemeinsame Linie mit Russland konnte nicht gefunden werden. Als durch den japanischen Angriff auf Pearl Harbour auch Amerika im Dezember 1941 in den Krieg hineingezogen wurde, luden die Exilregierungen zur Konferenz von St James’s Palace ein. Dort wurde die Erklärung von den Exilregierungen unterzeichnet. Großbritannien als Gastgeber sowie Russland, USA, China, die britischen Dominions und Indien nahmen als Beobachter teil, aber unterzeichneten die Erklärung nicht. Die Erklärung bewirkte keine Besserung, sondern die Morde und Gräueltaten von deutscher Seite nahmen noch zu.

## Weblink
- The Declaration of St James’s Palace on Punishment for War Crimes auf Jewish Virtual Library.